# Via di Brozzi
Via di Brozzi è la strada che attraversa l'omonimo sobborgo di Firenze, che fu comune autonomo fino al 1928. Fino al momento della soppressione del comune, il suo nome era via Edmondo De Amicis e fu un tratto della vecchia via Pistoiese fino a quando non venne aperto il nuovo percorso alla fine del XIX secolo.

## Descrizione
Il toponimo di Brozzi sarebbe legato alla centuriazione romana, derivando probabilmente da praedium Aprutii, cioè "podere di Apruzio", ma potrebbe essere anche un nome di origine germanica (come podere di "Brozzo" o "Brozio"). La via maestra di Brozzi era l'antica via Pistoiese, lungo la quale si allineavano le possessioni di alcune importanti famiglie fiorentine, quali gli Strozzi, i Tornaquinci, i Pilli, gli Erri, i Cavalcanti, I Baldesi, i Franceschini, i Del Bene, i Tucci e i Bonsi. La zona fu più volte martoriata dalle guerre, dalle alluvioni e dalle pestilenze. Fu podesteria e poi Comune autonomo fino al 1929, quando venne aggregato al Comune di Firenze. Il detto "Peretola, Brozzi e Campi: la peggio genìa chge Cristo stampi" ricorda le rivalità tra la città e i borghi del suo contado. 
Via di Brozzi inizia come continuazione della via di Peretola oltre il Fosso Macinante, attraversa l'abitato di Brozzi e termina dove si ricongiunge alla moderna via Pistoiese, presso il confine comunale dove si trova anche la cappella Bargiacchi.
La via si caratterizza, almeno nella parte meglio conservata, per la presenza delle numerose "corti", piazzali interni condivisi da numerose abitazioni a cui si accede spesso da passaggi angusti. Nel tratto attiguo alla piazza I Maggio, antico centro del borgo, si nota l'ex Municipio, con una lapide ai caduti della guerra del 1940-1944; sono presenti inoltre un Torrione del XIII secolo, già facente parte del palazzo Orsini Baroni, già Strozzi, e l'oratorio della Madonna del Pozzo (secolo XVII), che conserva una Madonna del XV secolo staccata da un tabernacolo vicino a un pozzo in paese e reputata "miracolosa" dalla tradizione popolare.
Tra gli altri edifici minori lungo la strada si possono ricordare la casa Arruck-Nissim al n. 432, che mostra in facciata le tracce di una loggia con colonne e capitelli a fogliami e testine, al n. 552 la Casa Lamberteschi, poi diventata fattoria Orsini, da cui proviene il tabernacolo con la Natività tra i santi Giuliano e Rocco attribuito a Sebastiano Mainardi e oggi collocato nel giardinetto alla fine della strada presso l'incrocio con la via Pistoiese nuova. Qui si trova anche la cappella Bargiacchi, con una lapide in facciata datata 1635.